# Centrica
Das Unternehmen Centrica ist ein britisches Energieversorgungsunternehmen. Das an der London Stock Exchange im Aktienindex FTSE 100 Index gelistete Unternehmen ist weltweit aktiv, mit Schwerpunkten in Großbritannien, Nordamerika und einer Reihe von Ländern in Europa, darunter Deutschland.

## Geschichte
Das Unternehmen entstand 1997, als die British Gas plc einen Teilbereich ihres Unternehmens ausgliederte und sich selbst in BG plc (später BG Group plc) umbenannte. Im Vereinigten Königreich ist Centrica mit der Marke British Gas einer der größten Anbieter von Strom, Gas und Energiedienstleistungen. Centrica übernahm 1999 das Unternehmen Automobile Association (AA) für 1,1 Milliarden Pfund. Im Jahr 2004 wurde das Unternehmen AA wiederum für 1,75 Milliarden Pfund an zwei europäische private Investmentfirmen CVC und Permira verkauft. Daneben kaufte Centrica die Dyno-Franchise-Gruppe.
2009 kündigte Centrica an, 20 Prozent an British Energy für 2,55 Mrd. Euro von der Électricité de France übernehmen zu wollen.
Das deutsche Tochterunternehmen Centrica Energie GmbH wurde April 2012 nach nur wenigen Jahren im deutschen Energiemarkt geschlossen. Seit der Übernahme der belgischen REstore N.V. im Jahr 2017 durch die Centrica-Sparte Centrica Business Solutions ist Centrica wieder als Centrica Business Solutions GmbH im deutschen Markt tätig.

## Unternehmensbereiche
- Luminus (Belgien)
- Oxxio (Niederlande)
- Luseo Energia (Spanien)
- Centrica Energy (Großbritannien)
  - Gasfelder
  - Tankstellen
- British Gas Residential (Großbritannien)
  - British Gas (England und Wales)
  - Nwy Prydain (Wales)
  - Scottish Gas (Schottland)
  - Dyno-Rod
- British Gas Business (Großbritannien)
- Centrica Storage (Großbritannien)
- Direct Energy (Vereinigte Staaten)
- Direct Energy (Vereinigte Staaten)
- WTU Retail Energy (Vereinigte Staaten)
- CPL Retail Energy (Vereinigte Staaten)